# Melissodes tuckeri
Melissodes tuckeri là một loài Hymenoptera trong họ Apidae. Loài này được Cockerell mô tả khoa học năm 1909.